# Morata de Jalón
Pour les articles homonymes, voir Morata et Jalon.
Morata de Jalón est une commune d’Espagne, dans la province de Saragosse, communauté autonome d'Aragon. Elle appartient à la comarque de Valdejalón